# Bénévent-l’Abbaye
Bénévent-l’Abbaye ist eine französische Gemeinde im Département Creuse in der Region Nouvelle-Aquitaine. Sie gehört zum Arrondissement Guéret und zum Kanton Le Grand-Bourg.

## Geografie
Im äußersten Nordosten verläuft das Flüsschen Peyroux, das zur Gartempe entwässert.
Die ehemalige Route nationale 714 führt über Bénévent-l’Abbaye. Der nächste Bahnhof befindet sich in Marsac und wird durch die SNCF bedient.
Die Gemeinde grenzt im Westen, im Norden und im Osten an Le Grand-Bourg, im Süden an Mourioux-Vieilleville und im Südwesten an Marzac.

## Bevölkerungsentwicklung
| Jahr      | 1962 | 1968 | 1975 | 1982 | 1990 | 1999 | 2008 | 2018 |
| --------- | ---- | ---- | ---- | ---- | ---- | ---- | ---- | ---- |
| Einwohner | 1142 | 1074 | 1106 | 1023 | 837  | 824  | 858  | 765  |

## Sehenswürdigkeiten
- Kirche Saint-Barthélémy, ein Monument historique